# Escuela Técnica Superior de Ingeniería de Caminos, Canales y Puertos de Barcelona
La Escuela Técnica Superior de Ingeniería de Caminos, Canales y Puertos de Barcelona (en idioma catalán: Escola Tècnica Superior d'Enginyeria de Camins, Canals i Ports de Barcelona) es una escuela de la Universidad Politécnica de Cataluña creada en el año 1973.
Se trata del único centro docente de ingeniería civil de Cataluña. Su objetivo es formar profesionales altamente cualificados en los campos de la ingeniería civil, ingeniería geológica e ingeniería ambiental.
La Escuela cuenta con un equipo de profesores que compaginan la docencia con la investigación de alto nivel, las publicaciones en revistas científicas internacionales y los proyectos de transferencia de tecnología.

## Historia
La ETSECCPB se creó el año 1973 por una serie de ingenieros de caminos y empresas catalanas, constituyéndose un patronato presidido por Victoriano Muñoz Oms.
La primera promoción se tituló en junio de 1978 y desde entonces se han titulado 1.734 ingenieros de caminos, canales y puertos.
El año 1988 se iniciaron los estudios de primer ciclo de Ingeniería Técnica de Obras Públicas. La primera promoción se tituló en 1990 y desde entonces se han titulado 1.285 ingenieros técnicos de obras públicas.
En el año 1990 nacieron los estudios de primer y segundo ciclo de ingeniería geológica con el objetivo de cubrir un campo profesional específico del área de la ingeniería del terreno. Esto fue posible gracias al acuerdo entre la ETSECCPB y la Facultad de Geología de la Universidad de Barcelona, convirtiéndose en una titulación propia compartida, siendo la primera de este tipo creada en España. Estos estudios fueron homologados en el año 1999. Desde el curso 1994-1995 se han titulado 86 ingenieros geólogos.
A lo largo de la historia han ocupado el cargo de director los profesores siguientes:
| Periodo   | Director                        |
| --------- | ------------------------------- |
| 1973-1979 | José Antonio Torroja Cavanillas |
| 1979-1982 | Eduardo Alonso Pérez de Ágreda  |
| 1982-1983 | Juan Murcia Vela                |
| 1983-1989 | Eugenio Oñate Ibáñez de Navarra |
| 1989-1992 | Antonio Mari Bernat             |
| 1992-1994 | Jesús Carrera Ramírez           |
| 1994-1997 | Benjamin Suárez Arroyo          |
| 1997-2001 | Antonio Aguado de Cea           |
| 2001-2004 | Joan Ramon Casas Rius           |
| 2004-2007 | Francesc Robusté Antón          |
| 2007-2012 | Antonio Huerta Cerezuela        |
| 2012-2016 | Sebastià Olivella Pastallé      |
| 2016-2020 | Pedro Díez Mejia                |
| 2020-2024 | Esther Real Saladrigas          |

## Titulaciones[1]

### Títulos de grado[2]
Los siguientes estudios habilitan para la profesión de Ingeniero/a Técnico/a de Obras Públicas. Una vez finalizados los estudios de grado, se obtiene acceso al Máster en Ingeniería de Caminos, Canales y Puertos.
- Grado en Ingeniería Civil[5]
- Bachelor's Degree in Civil Engineering[6]
- Grado en Ingeniería de Obras Públicas[7]

Los siguientes estudios habilitan para la profesión de Ingeniero/a Técnico/a de Minas. Una vez finalizados los estudios de grado, se obtiene acceso al Máster en Ingeniería de Minas.
- Grado en Ingeniería Geológica (en extinción)[10]

La siguiente titulación se imparte en la Escuela Técnica Superior de Ingeniería de Caminos, Canales y Puertos de Barcelona, la Escuela Superior de Agricultura de Barcelona (Castelldefels) y la Escuela Politécnica Superior de Ingeniería de Vilanova i la Geltrú.
- Grado en Ciencias y Tecnologías del Mar[12]

La Escuela de Caminos ofrece diferentes posibilidades de obtener dobles y triples titulaciones. Estos estudios se imparten conjuntamente con otros centros y universidades nacionales y extranjeras de manera que los/as estudiantes pueden cursar parte de su formación en cada centro: Escola Politècnica Superior d'Enginyeria de Manresa (EPSEM), École Centrale de Nantes, Centrale Supélec, École des Ingénieurs de la Ville de Paris (EIVP), École Polytechnique, École Supérieur d'Ingenieurs des Travaux de la Construction de Caen (ESITC-Caen), École Supérieure des Travaux Publics (ESTP), Politecnico di Milano, Tongji University, École des Hautes Études Commerciales (HEC) e Illinois Institute of Tecnology (IIT).

### Títulos de máster[14]
La Escuela de Caminos ofrece 1 máster con atribuciones:
Este máster habilita para la profesión de Ingeniero/a de Caminos, Canales y Puertos.
- Máster en Ingeniería de Caminos, Canales y Puertos[16]

La Escuela de Caminos ofrece 7 másteres especializados:
- Máster en Ciencias del Mar: Oceanografía y Gestión del Medio Marino[17]
- Máster en Ingeniería Ambiental[18]
- Máster en Ingeniería del Terreno[19]
- Máster en Ingeniería Estructural y de la Construcción[20]
- Máster en Cadena de Suministro (Supply Chain), Transporte y Movilidad (la titulación se imparte coordinadamente entre la Escuela Técnica Superior de Ingeniería de Caminos, Canales y Puertos de Barcelona y la Escuela Técnica Superior de Ingeniería Industrial de Barcelona)[21]
- Máster en Métodos Numéricos en Ingeniería[22]
- Master's Degree in Structural Analysis of Monuments & Historial Constructions (SAHC)[23]

La Escuela de Caminos ofrece 3 Másteres Erasmus Mundus, un sello de calidad europeo:
Estos estudios se imparten conjuntamente con universidades extranjeras, dando así la posibilidad a los estudiantes de cursar parte de su formación en cada centro.
- Master's Degree in Coastal and Marine Engineering and Management (CoMEM)[25]
- Master's Degree in Computational Mechanics[26]
- Master's Degree in Hydroinformatics and Water Management (EuroAquae)[27]

### Programas de doctorado[28]
La Escuela de Caminos ofrece 9 programas de doctorado:
- Doctorado en Ingeniería Civil[29]
- Doctorado en Análisis Estructural[30]
- Doctorado en Ciencias del Mar[31]
- Doctorado en Ingeniería Ambiental[32]
- Doctorado en Ingeniería de la Construcción[33]
- Doctorado en Ingeniería del Terreno[34]
- Doctorado en Ingeniería e Infraestructuras del Transporte[35]
- Doctorado en Ingeniería Sísmica y Dinámica Estructural[36]
- Erasmus Mundus Joint Doctorate in Simulation in Engineering and Entrepeneurship Development (SEED)[37]

## Acuerdos internacionales
La Escuela participa en varios programas de intercambio de estudiantes con universidades extranjeras en el ámbito del programa Sócrates, América Latina, Cinda, Vulcanus y Unitech. También participa en la red Cluster y es miembro activo de la Agrupación Europea de Escuelas de Ingeniería Civil (EUCEET).
En esta dirección, la Escuela también ha suscrito convenios para la obtención de dos títulos con la École Polytechnique, la École centrale de Nantes, la École nationale des ponts et chaussées y la École des Hautes Études Commerciales (HEC-Paris), de Francia. También dispone de un acuerdo específico con la École Supérieure des Sciences Économiques et Commerciales (ESSEC) para cursar un MBA.

## Departamentos
- Ingeniería Civil y Ambiental
- Ingeniería Eléctrica
- Física

## Asociaciones[38]
- Delegación de Alumnos de la Escuela de Caminos (DAEC)[39]
- El Xollo, revista de la Escuela de Caminos[40]
- Club Esportiu Camins[41]
- Club de Rugby UPC[42]
- Futur Civil[43]
- IAESTE[44]
- BEST Barcelona (Board of European Students of Technology)[45]
- Enginyeria Sense Fronteres[46]
- Asociación Universitarios por la Cooperación[47]

## Datos
| Curso   | Personal docente e investigador | Personal administración y servicios | Estudiantes de 1º y 2º ciclo | Estudiantes de 3º ciclo y Másteres | Presupuesto |
| ------- | ------------------------------- | ----------------------------------- | ---------------------------- | ---------------------------------- | ----------- |
| 2006/07 | 203                             | 41                                  | 2.332                        | 94                                 | 1.149.380 € |